# Alex Fiorio
Alessandro "Alex" Fiorio (Torino, 1965. március 10. –) olasz raliversenyző.

## Pályafutása

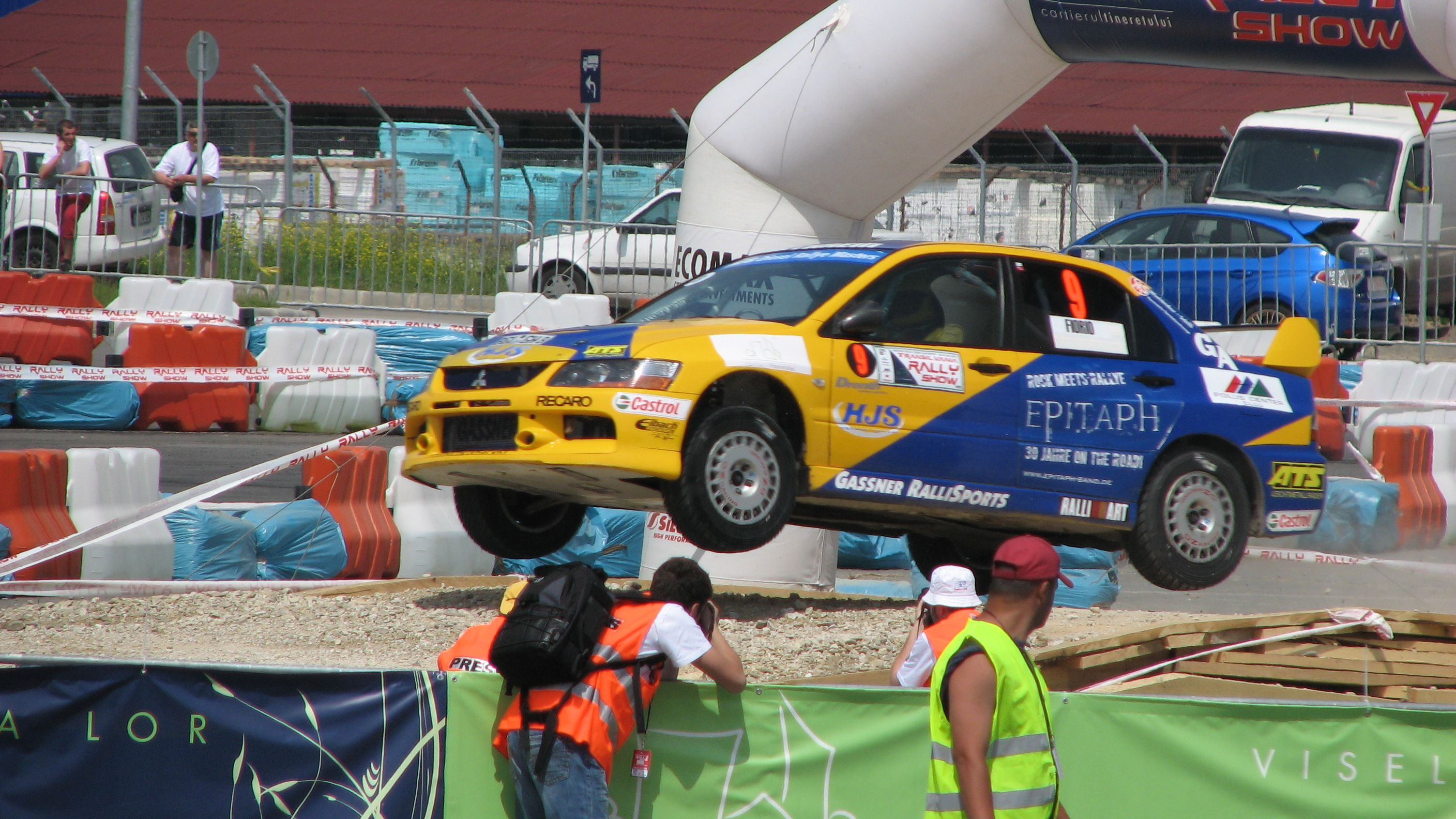
Alex a 2008-as Transilvania rally shown

Az 1986-os Monte Carlo-ralin debütált a rali-világbajnokság mezőnyében. 1987-ben megnyerte az első alkalommal kiírt FIA N csoportos világkupát. 1988-ban harmadik, míg 1989-ben a második helyen zárt a rali-világbajnokságon. 2002-ig indult világbajnoki versenyeken. Ez időszak alatt ötvenegy futamon állt rajthoz, negyvenöt szakaszgyőzelmet szerzett, és tíz alkalommal állt dobogón.
Pályafutása alatt olyan jelentős versenyeket nyert meg mint a Ciprus-, a bolgár-, valamint a török rali.

## Külső hivatkozások
- Hivatalos honlapja Archiválva 2008. december 17-i dátummal a Wayback Machine-ben
- Profilja a rallybase.nl honlapon